# Dicliptera nobilis
Dicliptera nobilis är en akantusväxtart som beskrevs av Spencer Le Marchant Moore. Dicliptera nobilis ingår i släktet Dicliptera och familjen akantusväxter. Inga underarter finns listade i Catalogue of Life.